# オメラスから歩み去る人々
『オメラスから歩み去る人々』（英語: The Ones Who Walk Away from Omelas）は、アーシュラ・K・ル＝グウィンの短編小説。1973年発表。1974年ヒューゴー賞短編小説部門受賞。架空の都市オメラスを題材にした思考実験的小説。

## あらすじ
語り手が読者にオメラスの情景を語る。
オメラスは幸福に満ちた田園都市である。そんなオメラスの地下に、一人の子供が監禁されている。もしその子供を解放すればオメラスの幸福は失われる。
オメラスの住人は8歳から12歳ごろ、その子供の存在を知らされる。最初はみな衝撃を受けるが、次第に受け入れるようになる。しかし、中には受け入れられず、オメラスから歩み去る人々もいる。
オメラスを去る人々は、自分がどこへ行くのかを知っているようだ。

## 背景
「オメラス」（Omelas）という都市名は、ル＝グウィンが車を運転中、バックミラーに映った「オレゴン州セーレム」（Salem, Oregon）という道路標識に由来する。
本作の副題が『ウィリアム・ジェームズの主題による変奏曲』であるように、本作は哲学者ジェームズの著作に着想を得ている。ジェームズは論文「道徳哲学者と道徳生活」（1891年）で「数百万人の幸福が、一人の不幸を条件に成立しているとしたら、その幸福はおぞましいものではないか」という問いを提示している。
本作は思考実験的な作品であり、功利主義や反出生主義の議論でもしばしば取り上げられる。
ル＝グウィン『所有せざる人々』（1974年）は本作の後継的作品にあたる。ル＝グウィンは本作と同様の作品を「サイコミス」（psychomyth、心理神話、精神神話）と自称している。

## 日本語訳
- 浅倉久志訳「オメラスから歩み去る人々 ウィリアム・ジェイムズのテーマによるヴァリエーション」
  - 『世界SF大賞傑作選（ヒューゴー・ウィナーズ）7』アイザック・アシモフ編、講談社〈講談社文庫〉、1979年。NDLJP:12582876
  - 『風の十二方位』小尾芙佐他訳、早川書房〈ハヤカワ文庫SF〉、1980年。ISBN 978-4150103996
  - 『きょうも上天気 SF短編傑作選』大森望編、浅倉久志訳、角川書店〈角川文庫〉、2010年。ISBN 978-4042982135
- 柴田元幸訳「オメラスから歩き去る者たち ウィリアム・ジェームズの主題による変奏曲」
  - 『英文精読教室 第1巻 物語を楽しむ』柴田元幸編訳、研究社、2021年。ISBN 9784327099015